# Стадион академии ФК «Краснодар»
Стадион Академии ФК «Краснодар» — футбольный стадион в Краснодаре. Является домашней ареной футбольных клубов «Краснодар-2» (Первая лига ФНЛ), молодёжного «Краснодара», а также женской команды «Краснодар». Находится среди тренировочных полей Академии ФК «Краснодар» вдоль улицы Посадского недалеко от стадиона основной команды. Арена «утоплена» на несколько метров ниже уровня земли, кровля стадиона выполнена из чёрного калёного стекла, опоры освещения выдвигаются из крыши. Вместимость новой арены — 7458 зрителей.
Строительство стадиона велось в 2020—2021 годах.
Стадион построен полностью на деньги Сергея Галицкого, бывшего владельца крупнейшей сети магазинов в России «Магнит».

## События
Открыт 17 июля 2021 года матчем ФНЛ «Краснодар-2» — «Алания» (1:3).
29, 30 ноября и 3 декабря 2022 года на стадионе прошёл полуфиналы и финал второго сезона Медийной футбольной лиги.